# Islandia na Mistrzostwach Świata w Lekkoatletyce 2013
Islandia na Mistrzostwach Świata w Lekkoatletyce 2013 – reprezentacja Islandii podczas czempionatu w Moskwie liczyła 1 zawodniczkę.

## Występy reprezentantów Islandii
| Konkurencja           | Zawodnik           | Eliminacje | Eliminacje | Finał    | Finał   |
| Konkurencja           | Zawodnik           | Rezultat   | Pozycja    | Rezultat | Pozycja |
| --------------------- | ------------------ | ---------- | ---------- | -------- | ------- |
| Rzut oszczepem kobiet | Ásdís Hjálmsdóttir | 57,65      | 21.        | NQ       | NQ      |